# Tahult
Tahult est une localité de Suède située dans la commune de Härryda du comté de Västra Götaland. Elle couvre une superficie de 0,66 km2. En 2010, elle compte 585 habitants.